# Regió Central (Ghana)
La regió Central és una de les 10 regions de Ghana. Està situada al sud de Ghana. És fronterera amb la regió Aixanti i la regió Oriental al nord, la regió Occidental a l'oest, la regió del Gran Accra a l'est i al sud amb el golf de Guinea. A la regió Central de Ghana hi ha les institucions educatives superiors més destacades del país i té una economia basada en els minerals industrials i el turisme. Entre les atraccions turístiques més destacades hi ha castells, forts i platges a la seva costa.
La regió Central té una superfície de 9.826 km² (8a de Ghana) i, segons el cens de 2010 una població de 2.201.863 habitants (8a de Ghana). Hi ha una densitat de població de 220 habitants per km².

## Població i demografia
El 96,9% de la població de la regió Central són ghanians i el 2,3% són ciutadans de països de l'ECOWAS. Els districtes en els que hi ha més ciutadans estrangers són Gomoa, Awutu-Efutu-Senya i Agona, sobretot pels refugiats de Libèria i Sierra Leona.

### Etnicitat i llengües
La majoria de la població de la regió Central són àkans, excepte al districte d'Awutu-Efutu-Senya, en el que el grup ètnic indígena són els guans. Els fantes són els membres del grup àkan predominant a la majoria dels districtes de la regió. Els ewes també estan presents a la regió de manera significativa. Altres minories de la regió són els ga-dangmes (2,3%) i els mole dagbons (1,6%).
- Els asens són els membres del grup ètnic que parlen el dialecte asen (de la llengua àkan), viuen a l'oest de la regió Central i tenen el centre del seu territori a la ciutat d'Assin Fosu.[2]
- L'awutu és la llengua que parlen els awutus al districte d'Awutu, a la zona costanera a l'oest d'Accra.[3]
- El fante és un dialecte de l'àkan que parlen els fantes a gran part de la regió Central.[4]
- Els dankyires són un grup àkan que tenen com a llengua materna el dialecte dankyira i que tenen el territori a l'oest i al nord-oest de la regió Central, als districtes de Twifo/Hernan/Baix Denkyira, de l'Alt Denkyira Occidental i de l'Alt Denkyira Oriental.[2]
- Els kwawus tenen el seu territori històric a la Regió Oriental i parlen el dialecte de l'àkan, el kwawu.[2]

## Història
La regió Central fou creada el 1970 quan fou escindida de la regió Occidental. Aquesta regió fou el primer territori de l'actual Ghana que va entrar en contacte amb els europeus. Cape Coast, la seva capital, també fou la capital de la Costa de l'Or fins al 1877, any en què Accra va assolir la capitalitat. Al castell de Cape Coast el 1844 s'hi va signar el tractat entre els britànics i la Confederació Fante.

## Districtes

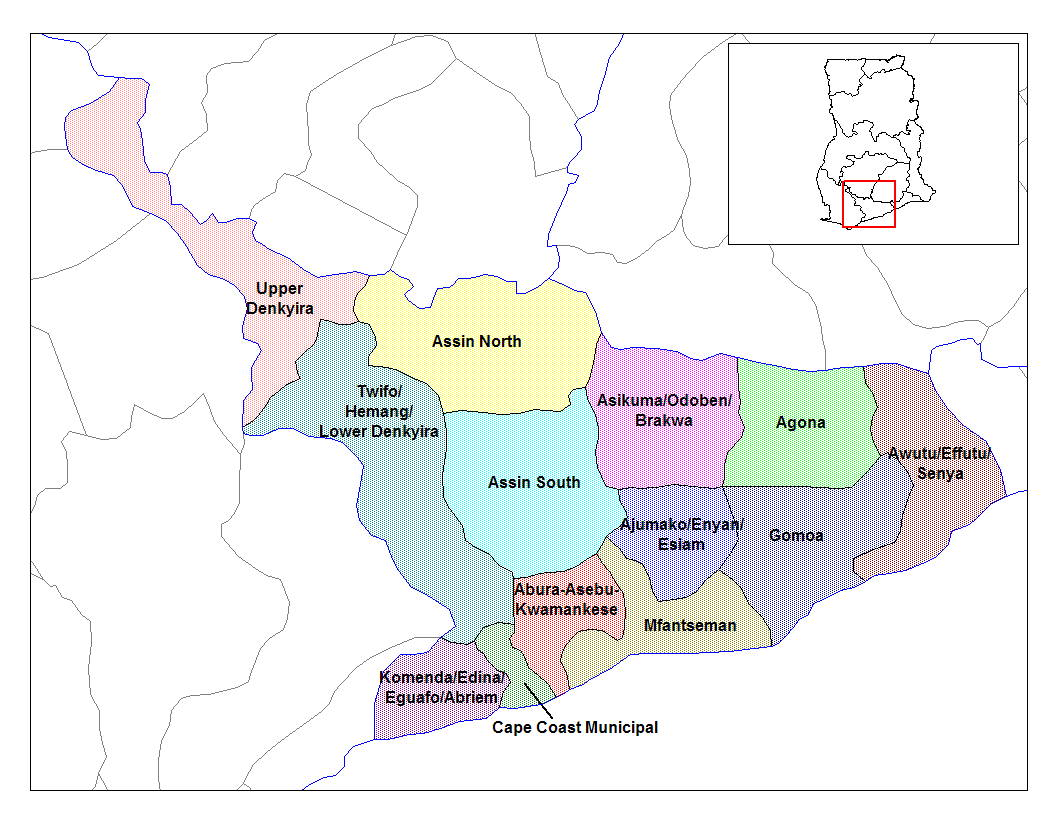
Districtes de la regió Central

Els districtes de la regió Central són:
- Abura/Asebu/Kwamankese
- Agona Oriental
- Agona Occidental
- Ajumako/Enyan/Essiam
- Asikuma/Odoben/Brakwa
- Assin Septentrional
- Assin Meridional
- Awutu-Senya
- Awutu-Senya Oriental
- Cape Coast
- Effutu
- Gomo Oriental
- Gomoa Occidental
- Komenda/Edina/Eguafo/Abirem
- Mfantseman
- Twifo-Ati Mokwa
- Twifo/Heman/Baix Denkyira
- Alt Denkyira Oriental
- Alt Denkyira Occidental

## Economia i turisme
La regió Central de Ghana és un centre educatiu molt destacat del país. El sector econòmic més important és el sector serveis, seguit de la mineria i la pesca.
La regió té molts atractius turístics i el Castell de Cape Coast i el Castell d'Elmina han estat declarats Patrimoni de la Humanitat per la UNESCO i serveixen per a recordar el comerç d'esclaus. La regió és el principal pol d'atracció del turisme del sud de Ghana i té algunes de les seves platges més destacades, així com parcs nacionals com el Parc nacional de Kakum.
Barack Obama fa visitar la ciutat de Cape Coast durant el seu primer viatge internacional com a president dels Estats Units el 2009.

## Educació i universitats
La Universitat de Cape Coast i la Universitat d'Educació de Winneba són algunes de les universitats més destacades de la regió.

## Cultura

### Cuina
La gastronomia àkan és la més destacada de la regió. Els plats més coneguts són el kenkey i el fufu. També cal destacar els plats de peix i fruits del mar.

## Ciutadans notables
- Ishmael Yartey, futbolista
- Yvonne Nelson, model, actriu, productora de cinema i empresària.
- Jackie Appiah, actriu.
- Menaye Donkor, empresària i filantropa, antiga model.
- Paul Boateng, polític al Regne Unit.
- Van Vicker, actor.
- Majid Michel, actor.
- Michael Kojo Essien, futbolista.
- John Mensah, futbolista.
- Lydia Forson, actriu.
- Kwesi Amissah-Arthur, polític, acadèmic i economista.
- nana Konadu Agyeman Rawlings, fou la primera dama de Ghana entre el 1979 i el 1981.
- Paa Kwesi Nduom, polític.
- Aquinas Tawiah Quansah, polític.
- John Atta Mills, tercer president de Ghana i advocat.